# Postausgang
Der Postausgang bezeichnet einen Arbeitsprozess innerhalb der Kommunikationslogistik von Unternehmen und Organisationen mit der Aufgabenstellung, die zu versendenden Dokumente der einzelnen Fachabteilungen für den/die Postdienstleister zu bearbeiten. Das „Produkt“ dieses Prozesses ist die Ausgangspost. In Anlehnung an diesen Prozess wird in E-Mail-Programmen ein Ordner, in den die zu versendenden oder erfolgreich versandten E-Mails geschoben werden, mit „Postausgang“ bezeichnet.

## Der papiergebundene Arbeitsfluss im Postausgang von Unternehmen
Dieser Arbeitsfluss hat sich in der Zeit entwickelt, als die Dokumente in papiergebundener Form per Hand oder mit einer Schreibmaschine erstellt wurden. Die Dokumente, die als Briefe versendet werden sollen und im Arbeitsprozess der Hauspost von den verschiedenen Abteilungen eingesammelt wurden, werden von der Poststelle in einem ersten Arbeitsschritt auf ihre Versandaufträge analysiert. Dabei werden Fragen geklärt, ob das Dokument gefalzt werden darf, ob es mit anderen Dokumenten, die von anderen Fachabteilungen an denselben Empfänger gerichtet sind, gebündelt werden soll, ob dem Dokument Beilagen zugegeben werden sollen, ob es der Empfänger per Einschreiben erhalten soll etc. Gemäß den jeweiligen Vorgaben werden die Dokumente sortiert und wichtige Briefe werden in einem Postausgangsbuch aufgelistet. 
In einem zweiten Schritt wird jedes Dokument mit einer Versandhülle (Kuvert) versehen. In vielen Unternehmen wird hierfür eine Kuvertiermaschine benutzt. Die Dokumente müssen gemäß ihrer Blattanzahl sortiert werden, ehe die Maschine sie verarbeiten kann.   
Im dritten Schritt wird jeder Brief mit der jeweiligen Postgebühr versehen, er wird frankiert. Es werden Briefmarken auf das Kuvert geklebt oder der Brief wird mit einer Frankiermaschine freigestempelt. 
In einem vierten Schritt werden die Briefe für die Übergabe an den Postdienstleister bearbeitet, beispielsweise nach Größen sortiert in Transportbetriebsmittel (umgangssprachlich "Postkisten") gelegt. In diesem Arbeitsschritt können Teile derjenigen Dienstleistungen erbracht werden, die normalerweise in den Aufgabenbereich des Postdienstleisters fallen und die dieser mit einem Nachlass auf das Porto honoriert. Diese Tätigkeiten werden Teilleistungen genannt und stellen eine Methode der Portooptimierung dar.

## Der Arbeitsfluss im Postausgang mit elektronischen Dokumenten
Wenn die zu versendenden Dokumente in elektronischer Form vorliegen und keine händische Unterschrift benötigen, wird die Aufgabenstellung im Postausgang durch einen erheblich geänderten Arbeitsfluss erledigt. Die Dokumente werden per Datenleitung in die Poststelle transportiert und können mit einer speziellen Software bearbeitet und in Papierform ausgedruckt werden. Die Dokumente können zuvor nach verschiedenen Vorgaben wie beispielsweise nach Empfängern, Briefsorten, Postleitzahlen etc. sortiert werden. Für die Kuvertiermaschine kann eine Kennung aufs Dokument gebracht werden, mit der sie gesteuert und die vollständige und korrekte Kuvertierung überwacht wird. Durch eine DV-Freimachung entfällt der gesonderte Arbeitsschritt der Frankierung. Viele der sonst händisch von der Poststelle oder dem Postunternehmen zu leistenden Arbeiten können elektronisch in Sekunden geleistet werden. Der nachfolgende Druck und Kuvertierung der Dokumente können zu einem sich selbst überwachenden System verbunden werden. 
Mit der vollständigen Nutzung der elektronischen Bearbeitung im Postausgang wird der Inhalt eines Briefes, seine Übergabe an einen Postdienstleister und seine Zustellung beim Empfänger beweisbar. Gleichzeitig können die Dokumente oder Teile von ihnen parallel zum Briefversand per E-Mail, Fax, SMS oder weiteren Webmedien an den Empfänger oder zusätzliche Empfänger versandt werden. 
Als weitere Möglichkeiten bietet sich die Übergabe an einen Mailroom an oder das Einspeisen in ein Hybridpost.